# تشارلز إم. بالمر
تشارلز إم. بالمر (بالإنجليزية: Charles M. Palmer)‏ هو سمسار أمريكي، ولد في 3 أكتوبر 1856، وتوفي في 10 ديسمبر 1949.